# Вандомуа
Вандомуа (фр. Vendômois [vɑ̃domwa]) — традиційна історико-географічна область у Франції, яка приблизно відповідає території округу Вандом, розташованого на півночі департаменту Луар і Шер, по обидва боки річки Луар.